# Thongchai McIntyre
Thongchai McIntyre (ธงไชย แมคอินไตย์) (Nascido em Phichit, Tailândia, 8 de fevereiro de 1956)  é um cantor e ator tailandês. Ele alcançou fama internacional em 2002 com seu album "Chud Rab Kaek".

## Discografia

### Álbums
- 1990 – Boomerang
- 1991 – Phrik Khee Noo
- 2002 – Chud Rab Kaek
- 2006 – Asar Sanuk

## Filmiografia
- 1990 – Koo Kham
- 1993 – Wan Nee Thee Ro Koai
- 1993 – Kol Kimono